# Karsten Vogel

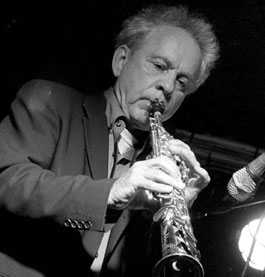
Karsten Vogel

Karsten Vogel (* 11. Januar 1943  in Kopenhagen) ist ein dänischer Jazz- und Fusionsaxophonist und Komponist.

## Leben und Wirken
Vogel spielte ab seinem vierzehnten Lebensjahr Saxophon. Er studierte dänische Literatur und Sprachwissenschaft an der Universität Kopenhagen, ein Studium, das er 1968 mit MA abschloss. Während seines Studiums spielte er in der mit seinem Bruder gegründeten Brødrene Vogels Kvartet, das 1964 ausgezeichnet wurde. Daneben nahm er auch mit Hugh Steinmetz auf und gehörte von 1967 bis 1969 zu der von John Tchicai gegründeten Cadentia Nova Danica Free Jazz. Weiterhin gründete er 1967 die Bluesrock- und spätere Fusionband Burnin Red Ivanhoe, aus der 1972 die Band Secret Oyster entstand, die mit Captain Beefheart, Herbie Hancock, Shakti und Weather Report tourte.
Ab 1977 trat er mit seinen Birds of Beauty und anderen Soloprojekten, dem dänischen Schauspieler Frits Helmuth, den Bands von Robin Taylor und mit L. Subramaniam auf. Seit 2005 leitet er mit Hugh Steinmetz das VogelSteinmetzQuartet.
Vogel komponierte für die DR Radiojazz Band, das Danish National Chamber Orchestra, aber auch die Filmmusik für den Spielfilm Er I bange, Er du grønlænder.

## Diskographische Hinweise
- John Tchicai & Cadentia Nova Danica Cadentia Nova Danica (Polydor 1968)
- Burnin Red Ivanhoe (Sonet 1969)
- Burnin Red Ivanhoe W.W.W. (SLPS 1971)
- Secret Oyster Secret Oyster (Furtive Pearl) (CBS 1973)
- Secret Oyster Sea Son  (CBS 1974)
- Secret Oyster Straight to the Krankenhaus (CBS 1977)
- Karsten Vogel Birds of Beauty (CBS 1977)
- Burnin Red Ivanhoe Shorts Pick-Up (PULP 1979)
- Frits Helmuth / Karsten Vogel Vinden fortæller om Valdemar Daae og hans Døttre  (Sonet 1980)
- Karsten Vogel Signature (Artic 1983)
- Frits Helmuth / Karsten Vogel Guldhornene og Billedbog uden Billeder(Danica 1985)
- Karsten Vogel Evergreens (Storyville 1989)
- Karsten Vogel Sindbillede Music (Mecca 1990)
- Frits Helmuth / Karsten Vogel Ganske meget i live (Capato 1993)
- Karsten Vogel Nordic Frames (DaCapo 1996, mit Kenneth Knudsen & Michael Friis)
- Karsten Vogel God only knows (Stunt 1997)
- Karsten Vogel Light when Dark (Tutl 2000, mit Kristian Blak)
- Communio Musica Special Alloy (Olufsen 2000)
- Brandt-Vogel Modul(e) (OYSTCD 2005)
- VogelSteinmetzQuartet Sweet & Aggressive (OYSTCD 2006)
- Dr. L. Subramaniam – Karsten Vogel Meetings (Calibrated 2007)
- Hugh Steinmetz Sextet The Cherry Blossom (Hummin’ Records 2007)
- Eventyrium (Oyster Songs/Gateway Music 2011)
- Per Age Brandt / Karsten Vogel Cry! (Storyville 2016)
- This Is It (Storyville 2018)